# Philippa Roles
Philippa Roles (Neath, 1978. március 1. – 2017. május 22.) walesi atléta, diszkoszvető olimpikon.

## Pályafutása
Az 1997-es ljubljanai junior Európa-bajnokságon bronzérmet szerzett diszkoszvetésben. Két olimpián vett részt. A 2004-es athéni olimpián 18., a 2008-as pekingi olimpián 27. helyezést ért el.
Személyes csúcsa 62,89 méter volt, melyet 2003 júniusában dobott Loughboroughban. Ezzel a harmadik helyen áll a brit örökranglistán Meg Ritchie és Venissa Head mögött.